# Jurski park (1993.)
Jurski park (eng. Jurassic Park) je američki ZF film iz 1993. u režiji Stevena Spielberga sa Samom Neillom u glavnoj ulozi. 1993., godine koje je film pušten u distribuciju, postao je najuspješniji film svih vremena, zaradivši preko $920 milijuna diljem svijeta. Poziciju komercijalno najuspješnijeg filma držao je 4 i pol godine nakon što je Titanic zaradio dvostruko više, čak $1,845 milijuna diljem svijeta. Trenutno je 9. na listi komercijalno najuspješnijih filmova svih vremena.

## Radnja
U Jurskom parku, koji se nalazi na otoku Nublar 190 km zapadno od Kostarike, jedan zaposlenik kompanije za genetski inženjering InGen je napadnut i ubijen dok je stavljao Velociraptore u kavez, zbog čega njegova obitelj diže parnicu protiv tvrtke. Glavni izvršni direktor tvrtke, John Hammond (Richard Attenborough) je, pod pritiskom svojih investitora, dozvolio da se izvrši sigurnosna inspekcija u parku. On poziva paleontologa Alana Granta (Sam Neill), paleobotaničarku Ellie Sattler (Laura Dern) i Iana Malcolma (Jeff Goldblum), kao i odvjetnika investitora Donalda Gennaroa (Martin Ferrero) da izvrše inspekciju. Kada se zapute u park, oni ugledaju Brachiosaurusa. U parku oni doznaju da je InGen stvorio dinosauruse kloniranjem genetskog materijala iz DNK koju su našli u jednom komarcu očuvanom u jantaru. Nedostajuće dijelove DNK su zamijenili s DNK žabe. Stvaraju samo ženke dinosaura kako bi spriječili nekontrolirano razmnožavanje u parku. Timu je također pokazan kavez Velociraptora, nazvanih "raptori", izuzetno inteligentnih, agresivnih i divljih grabežljivaca.
Malcolmu se gadi to jer smatra da je to "uništavanje prirode". Sattler je zabrinuta, ali Grant ostaje neutralan. Upoznaju Hammondove unuke, Tima (Joseph Mazzello) i Alexis "Lex" Murphy (Ariana Richards) i odlaze na vožnju parkom u automobilima koji rade na električnu struju. Ellie napusti automobil kako bi nadgledala i pobrinula se za bolesnog Triceratopsa s veterinarom Gerryjem Hardingom (Gerald R. Molen). Tropska oluja pogodi otok i većina zaposlenika InGen-a odlaze na taj dan i tako ostavljaju samo Hammonda, čuvara životinja Roberta Muldoona (Bob Peck), glavnog mehaničara Raya Arnolda (Samuel L. Jackson) i glavnog programera kompjutera Dennisa Nedryja (Wayne Knight) da nadgledaju park i posjetioce.
Nakon što ga podmiti rival InGen-a Lewis Dodgson (Cameron Thor), Nedry iskoristi priliku da ugasi sigurnosni sistem parka (navodno da bi popravio kompjutere) i tako uspjeva ukrasti embrije dinosaura i dostaviti ih do dostavljača. Period gašenja sigurnosnog sistema donosi onima u parku mnoge opasnosti, ponajviše zato što je tako Tyrannosaurus uspio da pobjegne iz svog kaveza oko kojeg je bila postavljena električna žica zbog sigurnosti. Kukavički Gennaro pobjegne iz auta u obližnji zahod, dok Tim i Lex slučajno privuku pažnju T-rexa pomoću svjetiljke i on ih napadne. Grant odvuče pažnju T-rexa na isti način, ali baš kad je htio otići, Malcolm pokuša to isto s manje uspjeha i bježeći od T-rexa privuče njegovu pozornost. Zatim kaže Grantu da odvede djecu i bježi. Gennaroa T-rex proguta, a Malcolm je ozlijeđen i smatraju ga mrtvim. Grant i djeca jedva prežive.
Ubrzo nakon što su oni napustili ostatke svog automobila, dolaze Sattler i Muldoon. Otkriju Gennaroove ostatke i otkrivaju da je Malcolm živ ali ima gadnu ozljedu na nozi. Nastave tražiti i otkriju tragove Granta i djece. U tom trenutku T-rex se opet pojavi i Malcolm, Muldoon, i Sattler pobjegnu u svom automobilu. Za to vrijeme, Nedry se zabije automobilom u drvo i, dok pokušava da ga pomakne, ubije ga Dilophosaurus. Grant, Tim, i Lex provode noć na drvetu. Sljedećeg jutra krenu i otkriju izlegnuta jaja, što pokazuje da se dinosaurusi razmnožavaju. Grant shvati da je za to odgovorna DNK žabe; neke vrste žaba su u stanju da same od sebe mijenjaju spol kada u okruženju nema pripadnika drugog spola.
Arnold pokuša hakirati Nedryjevo računalo kako bi upalio elektricitet u ogradama kaveza, ali ne uspjeva. Potpuno obnavlja cijeli sistem, a za to treba da se ugasi cijela mreža za energiju u centru za posjetioce i da se ručno resetuje prekidač iz hangara. Nakon što se on neko vrijeme ne vrati iz hangara, Sattler i Muldoon dolaze i otkriju da su raptori pobjegli, jer je gašenje struje ugasilo struju oko njihovog kaveza. Muldoon shvati da su raptori u blizini i kaže Sattler da ona sama ode do hangara i upali prekidač dok on odvlači pažnju raptorima. Sattler dođe do hangara i uspije upaliti prekidač, a zatim ju juri jedan raptor. Otkrije Arnoldove ostatke i uspije pobjeći raptoru. Muldoona je napao i ubio drugi raptor dok je on tražio trećeg. U isto vrijeme, Tima je, dok se penjao preko ograde, udarila struja (jer je baš u to vrijeme Sattler upalila prekidač). Grant ga uspije oživiti i nastavi dalje s dvoje djece do centra za posjetioce. Grant ih ostavi same kako bi našao ostale. Prvo pronalazi Sattler, a onda se pridruži Malcolmu i Hammondu u bunkerima za hitne slučajeve.
Raptori uđu u centar za posjetioce i Lex i Tim im uspiju pobjeći u kuhinji (tako što jednog zatvore u zamrzivač). Grant i Sattler odvedu Lex i Tima do kontrolne sobe, gdje je Lex u stanju da popravi kompjuterski sistem parka i pozove Hammonda koji im pošalje helikopter u pomoć. Grant i Sattler zadržavaju jednog raptora koji je pokušavao otvoriti vrata do sobe s kompjuterima. Kada struja dođe i električna vrata napokon prorade i zaključaju se, raptor uskoči kroz prozor. Djeca i odrasli pobjegnu do dvorane u centru za posjetioce, iznad kostura jednog dinosaurusa. Raptori ih slijede i, nakon meteža iznad kostura, raptori blokiraju izlaz. Dođe neočekivana pomoć: Tyrannosaurus dođe i napadne raptore. T-Rex i raptori se bore dok Grant, Sattler, Lex i Tim bježe. Njih četvero pobjegnu popevši se na Hammondov i Malcolmov džip i napuste ovo mjesto. Grant kaže kako neće odobriti park, a Hammond se slaže. Za to vrijeme, T-Rex razdere jednog raptora i ubije drugog bacivši ga na kostur dinosaurusa. U jednom ikonskom trenutku, T-rex rikne dok pada natpis na kojem piše "kada su dinosaurusi vladali Zemljom". Dok grupa leti dalje u helikopteru, djeca zaspu pored Granta, koji zamišljeno gleda kroz prozor jedno maleno jato ptica, za koje smatra da su potomci dinosaura.

## Nastavci
Snimljena su i dva nastavka:
- Izgubljeni svijet: Jurski park iz 1997.
- Jurski park 3 iz 2001.

Planirani:
- Jurski park 4

## Nagrade i nominacije
- osvojena nagrada Saturn za najbolji znanstveno fantastični film, najbolju režiju, za najbolje specijalne efekte, najbolji scenarij, najbolju režiju.